# Золотые мухи (награда)

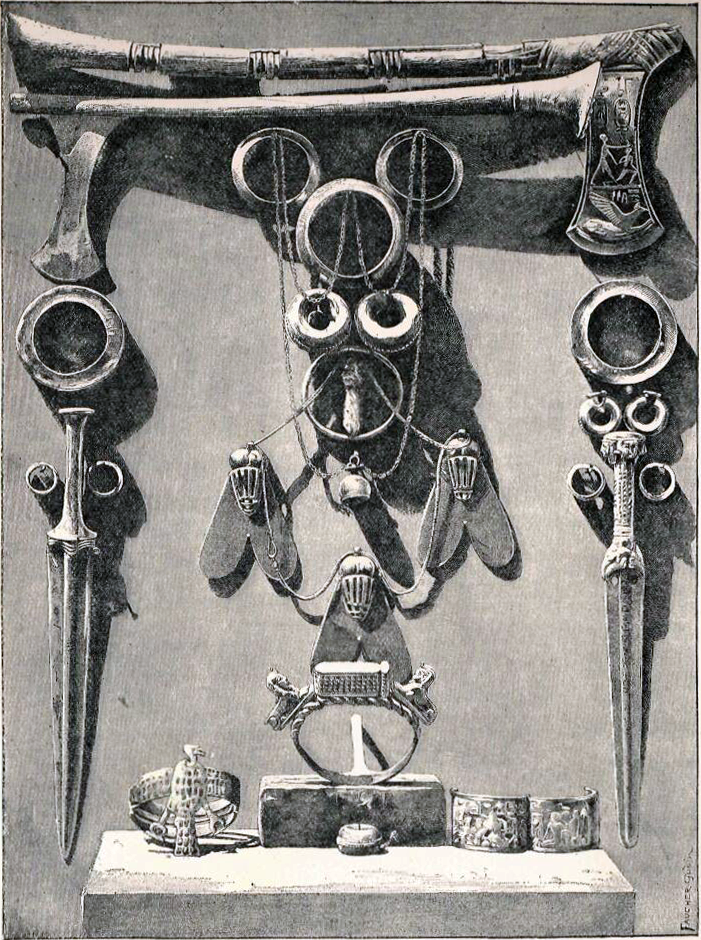
Золотые мухи и оружие царицы Яххотеп. XVI век до н. э. Каирский египетский музей. Фото 1901 года

Золотые мухи Древнего Египта — золотые украшения в виде стилизованных мух, награда эпохи Нового царства.
Наиболее известны найденные в 1859 году золотые мухи середины XVI века до н. э., пожалованные царице Яххотеп её сыном Яхмосом за её организаторские заслуги в ходе войны с гиксосами. «Орден» из трёх мух, предположительно носившийся на груди, был обнаружен в 1859 году и с тех пор хранится в Каирском музее. Современник и родственник фараона Яхмоса, военачальник Яхмос-пен-Нехебт носил шесть золотых мух и трёх золотых львов. Другой Яхмос, сын Эбаны, имел трёх золотых мух. Мухи этих Яхмосов известны только по письменным источникам, из которых не ясно, идёт ли речь о единовременном награждении тремя мухами или о трёх последовательных награждениях. При Тутмосе III стандартизованная золотая муха стала высшей боевой наградой Египта. Награждение ей было открыто для всех чинов, включая рядовых солдат.
Причина, по которой именно муха стала символом воинской доблести, неизвестна. Высказывались предположения, что «идеальные солдаты должны быть многочисленны и назойливы, как мухи», и что мухи — неизбежные спутники смерти на поле боя.
Помимо гробницы Яххотеп, золотые мухи были найдены в захоронениях других женщин и гражданских чиновников. Возможно, при восшествии на трон фараоны практиковали массовые раздачи золотых мух. Поэтому среди египтологов существует мнение, что мухи могли быть не военной, а гражданской наградой (или также гражданской наградой).